# 54 Persei
54 Persei, som är stjärnans Flamsteed-beteckning, är en ensam stjärna belägen i den södra delen av stjärnbilden, Perseus. Den har en  skenbar magnitud på ca 4,93 och är svagt synlig för blotta ögat där ljusföroreningar ej förekommer. Baserat på parallax enligt Gaia Data Release 2 på ca 14,8 mas, beräknas den befinna sig på ett avstånd på ca 220 ljusår (ca 67 parsek) från solen. Den rör sig närmare solen med en heliocentrisk radialhastighet av ca -27 km/s.

## Egenskaper
54 Persei är en gul jättestjärna av spektralklass G8+ IIIb, som har förbrukat förrådet av väte i dess kärna och utvecklats bort från huvudserien. Den har en massa som är ca 2,6 solmassor, en radie som är ca 9 solradier och utsänder ca 51 gånger mera energi än solen från dess fotosfär vid en effektiv temperatur på ca 5 000 K.
Stjärnan har en avlägsen visuell följeslagare, 54 Persei B, separerad med 93 bågsekunder och av skenbar magnitud 13,0.